# Volvarina nevilli
Volvarina nevilli is een slakkensoort uit de familie van de Marginellidae. De wetenschappelijke naam van de soort is voor het eerst geldig gepubliceerd in 1875 door Jousseaume.